# Jeong Hye-jeong
Jeong Hye-jeong, född 5 januari 1997, är en sydkoreansk roddare.
Vid olympiska sommarspelen 2020 i Tokyo slutade Hye-jeong på sjätte plats i D-finalen i singelsculler, vilket var totalt 24:e plats i tävlingen.